# Chikkalagodu, Sorab
Chikkalagodu là một làng thuộc tehsil Sorab, huyện Shimoga, bang Karnataka, Ấn Độ.